# Votations fédérales de 1959
Deux votations fédérales sont organisées les 1er février et 24 mai 1959 en Suisse.

## Mois de février
Le 1er février, un objet est soumis à la votation:
1. L'arrêté fédéral du 13.06.1958 sur l'institution du suffrage féminin en matière fédérale

### Résultats
| Question                        | Pour    | Pour | Contre  | Contre | Blancs | Nuls  | Total   | Inscrits  | Partici- pation | Cantons pour | Cantons pour | Cantons contre | Cantons contre |
| Question                        | Votes   | %    | Votes   | %      | Blancs | Nuls  | Total   | Inscrits  | Partici- pation | Entiers      | Demi         | Entiers        | Demi           |
| ------------------------------- | ------- | ---- | ------- | ------ | ------ | ----- | ------- | --------- | --------------- | ------------ | ------------ | -------------- | -------------- |
| Institution du suffrage féminin | 323 727 | 33.1 | 654 939 | 66.9   | 7 497  | 1 680 | 987 843 | 1 480 555 | 66.72           | 3            | 0            | 16             | 6              |

Ici les résultats détaillés par canton:

## Mois de juin
Le 24 mai, un objet est soumis à la votation:
1. L'arrêté fédéra du 17.12.1958 insérant dans la constitution un article 22bis sur la protection civile

### Résultats
| Question                        | Pour    | Pour | Contre  | Contre | Blancs | Nuls  | Total   | Inscrits  | Partici- pation | Cantons pour | Cantons pour | Cantons contre | Cantons contre |
| Question                        | Votes   | %    | Votes   | %      | Blancs | Nuls  | Total   | Inscrits  | Partici- pation | Entiers      | Demi         | Entiers        | Demi           |
| ------------------------------- | ------- | ---- | ------- | ------ | ------ | ----- | ------- | --------- | --------------- | ------------ | ------------ | -------------- | -------------- |
| Arrêté sur la protection civile | 380 631 | 62.3 | 230 701 | 37.7   | 21 623 | 1 189 | 634 144 | 1 479 566 | 42.86           | 19           | 6            | 0              | 0              |